# Oenopota dictyophora
Oenopota dictyophora é uma espécie de gastrópode do gênero Oenopota, pertencente a família Mangeliidae.